# Кері Вюрер
Карі Саманта Вурер (англ. Kari Samantha Wuhrer; нар. 28 квітня 1967) — американська актриса, модель і співачка. Розпочала кар'єру в підлітковому віці, найбільш знана як акторка ігрового телешоу «Remote Control» (2-3 сезони) на каналі MTV, а також ролями Меггі Беккет у телесеріалі «Вир світів» та шерифа Саманти Паркер у комедійному фільмі жахів «Восьминогі виродки» (англ. Eight Legged Freaks, 2002).

## Раннє життя
Народилася 28 квітня 1967 року в Брукфілді, штат Коннектикут, у багатодітній родині американця німецького походження, продавця автомобілів та колишнього працівника поліції Ендрю Вюрера і його дружини, бухгалтерки Карін (уроджена Нобл).
У підлітковому віці потай від батьків співала в нічних клубах. У віці 13 років почала вивчати акторську майстерність у школі Вустера (м. Данбері), потім вивчала драматичне мистецтво у Школі мистецтв Тіша Нью-Йоркського університету, коледжі Мерімаунт-Манхеттен, Колумбійському університеті та британській Королівській академії драматичного мистецтва у відомої викладачки Ути Гаґен.

## Кар'єра
Уперше з'явилася на телебаченні в ігровому шоу «Remote Control» на MTV 1987 року. У 1991—1992 роках знімалася в супергеройському телесеріалі «Swamp Thing» та працювала віджейкою на MTV. У 1993 році зіграла роль привабливої студентки Робін Фарр у серіалі «Class of '96», у 1994—1995 роках — роль Аріель Гантер у мильній опері «Район Беверлі-Гіллз».
У цей же період знялася в кількох фільмах: «Пригоди Форда Ферлейна» (1990), «Володар звірів 2: Через портал часу» (головна роль, 1991), «Вища освіта» (1995), «Той, що худне» (1996), «Анаконда» (1997), «Жартівливий поцілунок» (1998).
У 1997 році повернулася на телебачення в ролі Меггі Беккет у серіалі «Вир світів», приєднавшись до основного акторського складу до завершення серіалу в 2000 році. Крім того, виконувала гостьову роль у серіалі «Противага».
Після підписання контракту з продюсером Ріком Рубіном, у 1999 році на студії Del-Fi Records вийшов музичний альбом «Shiny». Вюрер записала більшість пісень та зіграла на гітарі та флейті в кількох треках. Для промоції альбому виконавиця взяла невдалу участь у випуску телешоу «Пізня ніч з Конаном О'Браєном», після чого зазнала критики за «незрілість» як на 32-річнну жінки.
Пізніше Кері Вюрер знялася в мейнстримових фільмах: «Восьминогі виродки» (2002) та «Берсерк: Пекельний воїн» (2004). Вона була виконавчим продюсером відеофільму «Павутина» (англ. Spider's Web, 2002) зі Стівеном Болдвіном у головній ролі; після знімання фільму, у 2002 році, акторка видалила спеціальна встановлені грудні імпланти.
Кері Вюрер відома виконанням ролі агента Тані Адамс із відеозаставок культової комп'ютерної гри «Command & Conquer: Red Alert 2» та її доповнення «Yuri's Revenge», випущених компанією Westwood Studios у 2000—2001 роках.
У 1999—2001 роках Кері Вюрер входила до списків найсексуальніших жінок світу, складених журналами Maxim, FHM, Celebrity Skin та інших, у серпні 2000 року знялася оголеною для журналу Playboy («дівчина місяця»).
У 2005 році Вюрер знімалася в серіалі «Головний госпіталь» у ролі агента ФБР Різ Маршалл, колишньої коханки члена мафії Сонні Корінтоса. У січні 2006 року акторка заявила, що подала судовий позов на продюсерів серіалу через «убивство» свого персонажа, стверджуючи, що насправді її звільнили через вагітність.